# Dijagnostički i statistički priručnik za mentalne poremećaje
Dijagnostički i statistički priručnik za mentalne poremećaje (engl. DSM) priručnik je koji izdaje Američko psihijatrijsko društvo. U njemu se nalaze kategorizirani mentalni poremećaji i kriteriji za uspostavu dijagnoze. Priručnik je u širokoj upotrebi, od klinika i istraživača, do osiguravajućih društva, farmaceuta i dr.
DSM je prvi put izdan 1952. godine. Zadnja veća izmjena je DSM-V iz 2013. godine.